# 鳥海永行
鳥海 永行（とりうみ ひさゆき、1941年10月29日 - 2009年1月23日）は、日本のアニメーション監督、演出家、小説家。神奈川県伊勢原市出身。中央大学法学部政治学科卒。

## 人物
アニメーションの監督として、その演出は非常にシャープで完成されたものであり、同じアニメ監督の押井守に強い影響を与えている。押井は鳥海のことを「師匠」と公言している。「演出家であろうがアニメーターであろうが、やりたい奴にやらせてはいかん。こっちがやらせたい奴にやらせろ」というのが持論で、押井も参考にしているという。そのため、「やりたい」と自ら手を上げる人間よりも彼自身が「こいつは才能がある」と思う人間を重視し、そうではない人間は早々に切っていたという。また、「誰もがものをいえない場では、最初に声を発した者の勝ち」や「自分から辞めるな」、「勝てない勝負は早々に逃げ出せ」などの教えも役に立ったという。押井が監督として一本立ちすると、その後は弟子といえども一切口を出さなかった。
タツノコプロやスタジオぴえろを拠点に活動し、テレビアニメの演出家として、『科学忍者隊ガッチャマン』、『ニルスのふしぎな旅』、幼児向け教育アニメの『しましまとらのしまじろう』など、数多くの作品を手掛けた。また、1983年に押井守と共同で監督したアニメ『ダロス』は、世界初のOVA （オリジナルビデオアニメーション）作品となった。
タツノコプロでは、笹川ひろしとの二枚看板でその全盛期を支えた。担当は鳥海はハードなリアル物、笹川はギャグと、それぞれ住み分けていた。
作品では常に家族を描いてきた。中でも「父親と息子」というのは鳥海にとって永遠のテーマだった。一方、男女のドラマには一切興味がなかった。
鳥海を周囲は「演出家としては実写志向だ」と盛んに評していたが、鳥海自身は「あまりに写実的だとつまらなくなってくる。アニメらしい動きの中に1カットの写実的でリアルな動きのカットを収めていると、非常に印象的な面白いものが出来上がる」と話している。
小説家としても活動し、代表作は、英仏百年戦争と日本の南北朝時代を背景に、数奇な運命により流れ着いたヨーロッパで戦闘奴隷となった村上水軍の男の冒険と復讐を描いた『球形のフィグリド』シリーズ。タツノコプロを退社して一時フリーになったのを機に、本格的な執筆活動に入り、主に歴史に題材をとった伝奇小説を書いている。古代から中世にかけての日本を舞台にした作品が多く、中世の御伽草子や近世の読本をはじめとして、すでに伝奇物語として成立している作品に史実を丹念に組み合わせて独自の世界観を構築するのを得意とする。作品群には一貫して、当時の社会常識や変動を描くことで、そうした環境に翻弄される人物の悲劇を描こうとする傾向がある。
弟子の1人である押井守によれば、サディスティックな描写を演出する傾向があり、『科学忍者隊ガッチャマン』などに垣間見えるという。

## 来歴
1966年2月、タツノコプロへ入社。映画に興味を持ち、大学在学中からシナリオ研究所に通っていたこともあり、当初は脚本家を志望していたが、当時のタツノコプロには文芸部がなかったために演出部に所属。九里一平、笹川ひろし、原征太郎らに指導を受け、演出家の道を歩むことになった。タツノコプロとしては、漫画家からの転身でも他のスタジオからの転職でもないスタジオ育ちの演出家の第一世代になる。
いくつかの作品で演出を経験した後、1972年に『科学忍者隊ガッチャマン』で総監督に抜擢される。放映当時、そのリアル志向とハードな描写・演出は、当時の「テレビまんがは子供のもの」という常識を覆し、高い評価を受ける。タツノコプロの代名詞となる大ヒットを記録、その後のアニメブームの先駆けとなった。
以降、『破裏拳ポリマー』、『宇宙の騎士テッカマン』、『ゴワッパー5 ゴーダム』の総監督を手がけたのち、1978年12月に退社。フリーランスとして活動を始める。
タツノコ退社前に『ガッチャマン』の続編を監督して欲しいという話があったが、鳥海としてはすでに物語に決着を付けていてやることがなかったため、引き受けなかった。他の人間もみな断ったので、仕方なく笹川ひろしがアシスタントを付けて監督することになった。
日本サンライズが制作し、1979年4月より放送された『ザ☆ウルトラマン』では、チーフディレクターを担当。しかし、第13話までで降板している。
当時のスタッフであった河原よしえの証言によると、およそ10話ほど放送された初夏に、担当プロデューサーや制作デスクなど主要スタッフとともに鳥海が突然辞職。神田武幸が後任のチーフディレクターに就任するまでの約1か月半、現場に空白が生じ、混乱に陥ったという。
1979年5月、先にタツノコを退社していた布川ゆうじが『ニルスのふしぎな旅』制作のため、株式会社スタジオぴえろ（現・ぴえろ）を設立。鳥海も、案納正美、川端宏、高橋資祐、上梨満雄らタツノコ出身演出家とともに発起人としてそこに加わった。翌年1月には同社の第1作である『ニルスのふしぎな旅』の放映がスタート。鳥海がチーフディレクターを務めたが、鳥海への弟子入りを志願して後を追って移籍してきた押井守も演出の一人として参加した。
1982年、日仏合作アニメ『太陽の子エステバン』の総監督を務める。『ニルス』スタッフとの制作を望んで受けた仕事だったが、社長の布川から『うる星やつら』の監督を打診された押井が、鳥海に黙ってそのオファーを受けて監督補佐の座を降りている。日本ではさほどの反響を呼ばなかったものの、海外では根強い人気があり、1980年代からフランスをはじめとする西ヨーロッパ地域で度々放映されている。とりわけ合作のパートナーとなったフランスでの人気は絶大で、2013年春から中国を舞台にした独自の続編を制作して放送したほか、同年8月には『Mysterious Cities of Gold universe：Secret Paths』というタイトルのゲームの開発も発表された。
1983年に世界初のOVAとなった『ダロス』、1985年には同じくOVAの『エリア88』を手がける。『エリア88』は第4回日本アニメ大賞オリジナルビデオソフト最優秀作品賞を受賞している。
その後、スタジオぴえろを退社して再びフリーで活動を始める。
1990年、日本テレビ系列で放送されたテレビスペシャル『雲のように風のように』で総監督を務める。酒見賢一の第一回日本ファンタジーノベル大賞受賞作『後宮小説』をアニメ化したもので、キャラクターデザイン・作画監督を担当した近藤勝也（『となりのトトロ』『魔女の宅急便』）を筆頭に、当時のスタジオジブリの精鋭スタッフが多数参加したことでも話題になった。
「しましまとらのしまじろう」は当初はユン・チアンの「ワイルド・スワン」の映像化企画だったが、スタジオ旗艦社長の草野啓二から「実現までに時間かかると思うから、これをやってくれない?」と出されたつなぎの企画だった。「これは俺の分野じゃない。一旦考えさせてくれないか」と持ち帰り、幼年向けのアニメーションに向いている監督の候補を数人ピックアップした上で、再度草野に相談したら、草野は「そうじゃない。あなたにやってほしいんだ。『ニルスのふしぎな旅』に感動したんだ。こういう演出ができるのはあなたしかいない」と説得した。それを受けた鳥海が幼年の世代と真正面から向き合うために、「回想シーンは作らず、現在進行形での物語を作る」「受けは狙わない」「淡々とした雰囲気でもいい」「色彩の明るさ・動きが少なくても、飽きの無い切り返し、リズムを大事にする」というポリシーで挑んだ。
2009年1月23日午前0時4分、心不全のため67歳で死去。
2019年、東京アニメアワードにおける「アニメ功労部門」の顕彰者に選出された。

## エピソード
鳥海は後輩への指導について「自分のライバルを自分で育てることはない」「人を指導しようという意識はなかった」と答えている。一方、「自分の仕事ぶりを見せれば影響を与えるという考えがあった」とも答えている。鳥海を追う形でタツノコプロからスタジオぴえろへ移籍し、鳥海が総監督を務めた『ニルスのふしぎな旅』に各話演出として参加した押井守は、この作品で鳥海に演出家として育ててもらったと回想している。押井守、西久保瑞穂、うえだひでひと、真下耕一らタツノコプロに所属していた若手演出家達は、当時の鳥海について「厳しい人」「怖かった」と口を揃える。
SF作品も多く手掛けているが、押井守曰く「うちの師匠はSFは全然ダメな人」。押井に勧められた映画『エイリアン』は冒頭で寝てしまったらしい。『ニルスのふしぎな旅』のような堅実な路線を描きたくて始めた『太陽の子エステバン』が、徐々にSF的様相を呈していくのは、9話から合作となり、フランス側からの意向を受けてのことだという。
担当する作品ではウィットの利いたキャラが多く『しましまとらのしまじろう』の黒猫三兄弟（ドット、カラクサ、ペイズリー）が『はっけん たいけん だいすき! しまじろう』以降のしまじろう作品に登場しなくなったのも担当していた彼が降板し、その後亡くなったことが原因とされている。
同時期にタツノコプロに在籍していた脚本家の鳥海尽三とは血縁関係はない。タツノコプロ周辺では、両人を体格から「タツノコの大鳥（尽三）、小鳥（永行）」と呼んだという。

## 作品

### テレビアニメ
- マッハGoGoGo（1967-1968年）演出
- おらぁグズラだど（モノクロ版：1967-1968年、リメイク版：1987-1988年）演出、脚本
- ドカチン（1968-1969年）演出
- 紅三四郎（1969年）演出
- 昆虫物語 みなしごハッチ（1970-1971年）演出
- アニメンタリー 決断（1971年）演出
- 樫の木モック（1972年）演出
- 科学忍者隊ガッチャマン（1972-1974年）総監督、企画[注 1]、脚本、演出
- 破裏拳ポリマー（1974-1975年）総監督、企画[注 2]、脚本、演出
- 宇宙の騎士テッカマン（1975年）総監督[注 3]、企画[注 1]、脚本、演出
- ゴワッパー5 ゴーダム（1976年）総監督、企画[注 2]、脚本、演出
- ポールのミラクル大作戦（1976-1977年）演出
- 科学忍者隊ガッチャマンII（1978-1979年）企画[注 4]
- 科学忍者隊ガッチャマンF（1979-1980年）企画[注 5]
- ザ☆ウルトラマン（1979-1980年）チーフディレクター[注 6]、絵コンテ
- ニルスのふしぎな旅 （1980-1981年）チーフディレクター、演出
- 太陽の子エステバン（1982-1983年）総監督、アニメーション制作、絵コンテ、演出
- 宇宙戦士バルディオス（1980-1981年）脚本
- 星銃士ビスマルク （1984-1985年）企画
- 忍者戦士飛影（1985-1986年）絵コンテ
- 雲のように風のように（1990年）総監督
- 満ちてくる時のむこうに（1991年）監督
- しましまとらのしまじろう（1993-2008年）総監督、シリーズ構成、OP・EDコンテ&演出
- 白雪姫の伝説（1994-1995年）絵コンテ
- ピンカと海のお友達（1998年）監督
- 魔装機神サイバスター （1999年）監修
- 旋風の用心棒 （2001年）ストーリーアドバイザー、脚本
- はっけん たいけん だいすき! しまじろう（2008-2009年）総監督、シリーズ構成[注 7]

### 劇場アニメ
- 劇場版 科学忍者隊ガッチャマン（1978年7月15日公開）監督[注 8]
- 劇場版 ニルスのふしぎな旅 （1983年、劇場未公開[注 9]）監督[注 10]
- 劇場版 宇宙戦士バルディオス（1981年）総監督

### OVA
- ダロス（1983-1985年）原作、監督[注 11]、脚本、演出
- エリア88 （1985-1986年）監督
- バリバリ伝説 （1986年）監修
- LILY-C.A.T.（1987年）原作、監督
- 沙羅曼蛇 （1988-1989年）監督
- バオー来訪者 （1989年）総監修・絵コンテ
- 深山幻想譚（『夢枕獏 とわいらいと劇場』の1篇、1991年）コーディネーター
- 創竜伝（1991-1993年）監督[注 12]、絵コンテ

## 著作物

### 小説
- 『SFロマン 科学忍者隊ガッチャマン』[注 13] 朝日ソノラマ（1978）
- 『月光、魔鏡を射る時』[注 14] ソノラマ文庫（1979）
- 『時の影』 ソノラマ文庫（1980）
- 『標的は悪魔』 ソノラマ文庫（1981）
- 『フルムーン伝説インドラ（前編）』[注 15] ソノラマ文庫（1982）
- 『フルムーン伝説インドラ（後編）』[注 15] ソノラマ文庫（1982）
- 『ダロスールナリアン伝説（神話崩壊編）』 講談社X文庫（1984）
- 『水無し川かげろう草子』 朝日ソノラマ（1987）
- 『LILY-C.A.T.（リリイ・キャット）』 ソノラマ文庫（1987）
- 『黄金の国から来た男ー球形のフィグリド（1）』 ソノラマ文庫（1988）
- 『天使の仮面を持つ悪魔ー球形のフィグリド（2）』 ソノラマ文庫（1988）
- 『双頭の虎ー山嵐妖綺伝』 角川スニーカー文庫（1989）
- 『死神たちの戦場ー球形のフィグリド（3）』 ソノラマ文庫（1989）
- 『南国水狼伝ー球形のフィグリド（上）』 ソノラマノベルズ（1991）
- 『南国水狼伝ー球形のフィグリド（中）』 ソノラマノベルズ（1991）
- 『南国水狼伝ー球形のフィグリド（下）』 ソノラマノベルズ（1991）
- 『妖門記』 朝日ソノラマ（1993）
- 『折れた聖剣ー光の騎士伝説』 電撃文庫（1993）
- 『青銅の魔剣ー光の騎士伝説』 電撃文庫（1994）
- 『復活の神剣ー光の騎士伝説』 電撃文庫（1994）
- 「黄金龍の息吹ー光の騎士伝説外伝」（『ドラゴン殺し』所収）メディアワークス（1996）
- 『聖・八犬伝 巻之一 伏姫伝奇』 電撃文庫（1995）
- 『聖・八犬伝 巻之二 芳流閣の決闘』 電撃文庫（1995）
- 『聖・八犬伝 巻之三 対牛楼の仇討』 電撃文庫（1996）
- 『聖・八犬伝 巻之四 庚申山の怪猫』 電撃文庫（1996）
- 『聖・八犬伝 巻之五 妖怪城の逆襲』 電撃文庫（1997）
- 『信長幻記 覇王欧州伝 ー冥府の軍師』ワニノベルス（1997）